# پادشاه شیه ژو
پادشاه شیه از ژو (به چینی: 周攜王؛ مرگ ۷۵۰ پ. م) در اواخر دودمان ژو باختری چین (۱۰۴۶-۷۷۱ پ. م) ادعای حاکمیت کرد. پس از اینکه پادشاه یو ژو، ملکه شن را با کنیز خود بائو سی جایگزین کرد، و همزمان پسر بائو سی، بو فو را به جای ییجیو ولیعهد کرد؛ پدر ملکه شن، مرزبان شن خشمگین شد. او همراه با ایالت زنگ و گروهی از عشایر چوانرونگ به پایتخت ژو در هائوجینگ حمله کردند. یو در این حمله کشته شد؛ در نتیجه مرزبان‌های شن و زنگ به همراه حاکم ون خو (許文公)، ییجیو را به عنوان پادشاه پینگ ژو در ایالت شن بر تخت نشاندند. در همان زمان، جی هان (姬翰)، حاکم گوئو (虢)، با چوانرونگ تبانی کردند تا یوچن را به عنوان پادشاه ژو به تاج و تخت برسانند. بدین ترتیب، دوره‌ای آغاز شد که دو پادشاه همزمان ژو وجود داشتند، این دوره تا سال ۷۵۰ پ. م با کشته شدن پادشاه شیه توسط مرزبان ون جین، به پایان رسید.